# Конюшевский, Владислав Николаевич
Владисла́в Никола́евич Конюше́вский (род. 25 июля 1967) — русский писатель-фантаст, геолог, промышленный альпинист и монтажник.

## Биография
Родился в Тбилиси 25 июля 1967 года. Имеет два высших образования, обучался в политехническом и энергетическом институтах, служил в Советской армии. За годы жизни попробовал себя в самых разных профессиях: работал монтажником и геологом, был телохранителем и промышленным альпинистом, инженером в компании сотовой связи. В настоящее время живет, трудится и создает свои произведения в Алма-Ате, Казахстан.

## Увлечения
Увлекается историей, музыкой, туризмом, спелеологией.
Также, по косвенным данным, является большим любителем, почитателем и знатоком творчества Владимира Высоцкого.

## Творчество
Конюшевский стал известен еще до выхода из печати завоевавшего огромную популярность цикла о приключениях нашего современника Ильи Лисова в 1941 году по электронным публикациям.
Сам автор определяет жанр этих книг как «фантастико-приключенческий боевик с элементами альтистории». 
С осени 2009 г. автор работал над проектом «Иной вариант», повествующий о приключениях жителя современной России Сергея Корнева в параллельном мире, в котором верх в Августовском путче одержало ГКЧП. Первая книга новой серии вышла в «Лениздате» в 2011 году, вторая под названием «Самый главный день» - в 2012 году.
В 2021 году в печать вышла новая книга Конюшевского - «Боевой 1918-й год» - первую часть одноимённой трилогии, события которой разворачиваются в годы Гражданской войны.